# Рієнці
Рієнці (хорв. Rijenci) — населений пункт у Хорватії, в Вировитицько-Подравській жупанії у складі громади Вочин.

## Населення
Населення за даними перепису 2011 року становило 5 осіб.
Динаміка чисельності населення поселення:

## Клімат
Середня річна температура становить 10,88 °C, середня максимальна – 24,95 °C, а середня мінімальна – -5,42 °C. Середня річна кількість опадів – 783 мм.
| Клімат поселення                              | Клімат поселення | Клімат поселення | Клімат поселення | Клімат поселення | Клімат поселення | Клімат поселення | Клімат поселення | Клімат поселення | Клімат поселення | Клімат поселення | Клімат поселення | Клімат поселення | Клімат поселення |
| Показник                                      | Січ.             | Лют.             | Бер.             | Квіт.            | Трав.            | Черв.            | Лип.             | Серп.            | Вер.             | Жовт.            | Лист.            | Груд.            |                  |
| Середній максимум, °C                         | 6,90             | 8,39             | 12,82            | 16,90            | 21,84            | 24,95            | 24,15            | 23,58            | 19,62            | 14,84            | 9,20             | 5,03             |                  |
| Середня температура, °C                       | 0,74             | 2,23             | 6,67             | 10,74            | 15,66            | 18,80            | 20,68            | 20,13            | 16,16            | 11,38            | 5,73             | 1,58             |                  |
| Середній мінімум, °C                          | −5,42            | −3,93            | 0,51             | 4,58             | 9,50             | 12,63            | 17,24            | 16,66            | 12,71            | 7,91             | 2,28             | −1,88            |                  |
| Норма опадів, мм                              | 48               | 44               | 49               | 63               | 74               | 95               | 72               | 74               | 62               | 67               | 76               | 59               |                  |
| Середньомісячна швидкість вітру, м/с          | 2.14             | 2.41             | 2.70             | 2.60             | 2.32             | 2.12             | 2.10             | 1.90             | 1.92             | 1.99             | 2.12             | 2.19             |                  |
| Середньомісячна сонячна радіація, кДж/м²·день | 4209             | 6971             | 10804            | 15203            | 19349            | 21392            | 22233            | 19935            | 14726            | 9189             | 4758             | 3554             |                  |
| --------------------------------------------- | ---------------- | ---------------- | ---------------- | ---------------- | ---------------- | ---------------- | ---------------- | ---------------- | ---------------- | ---------------- | ---------------- | ---------------- | ---------------- |
| Джерело:                                      |                  |                  |                  |                  |                  |                  |                  |                  |                  |                  |                  |                  |                  |